# Colin Deans
Pour les articles homonymes, voir Deans.
Pas d'image ? Cliquez ici

a Compétitions nationales et continentales officielles uniquement.

b Matchs officiels uniquement.
Dernière mise à jour le 19 janvier 2024.
Colin Thomas Deans, né le 3 mai 1955 à Hawick, est un joueur de rugby à XV écossais évoluant au poste de talonneur.

## Biographie
Colin Deans connaît sa première sélection avec l'Écosse contre la France le 4 février 1978 et la dernière contre la Nouvelle-Zélande le 6 juin 1987 lors de la Coupe du monde de rugby 1987 (défaite 30-3 en quart de finale). Il dispute dix éditions consécutives du Tournoi et termine en disputant la première édition de la Coupe du monde de rugby. 

## Palmarès
- Grand chelem en 1984, victoire partagée en 1986.

## Statistiques en équipe nationale
- 52 sélections avec l'Écosse  entre 1978 et 1987 dont 13 fois capitaine (consécutivement en 1986 et 1987).
- 8 points (2 essais)
- Sélections par année : 4 en 1978, 5 en 1979, 2 en 1980, 8 en 1981, 6 en 1982, 5 en 1983, 5 en 1984, 4 en 1985, 5 en 1986, 8 en 1987.
- Tournois des Cinq Nations disputés : 1978, 1979, 1980, 1981, 1982, 1983, 1984, 1985, 1986, 1987.
- Coupe du monde de rugby disputée :  1987 (4 matchs).